# 和田勇一
和田 勇一（わだ ゆういち、1911年12月16日 - 1993年12月19日）は、英文学者。

## 略歴
東京生まれ。1935年東京帝国大学文学部英文科卒。戦後、熊本大学教授。熊本大学スペンサー研究会を率いた。

## 著書
- 『ベン・ジョンソン 人と作品』研究社 1963
- 『ウィリアム・シェイクスピア作品研究』英宝社 1978

### 翻訳
- サキ『丘の音楽・宿命の犬』山田昌司共訳、英宝社 英米名作ライブラリー 1958
- 「恋の骨折損」 世界古典文学全集 第42巻 (シェークスピア 第2) 筑摩書房 1964
- 「あらし」 世界文学大系 第75 (シェイクスピア 第2) 筑摩書房 1965
- J.R.グリーン『イギリス国民の歴史 「百年戦争」の終りから「エリザベス朝」まで』未来社 1966
- J.R.グリーン『イギリス国民の歴史 続』篠崎書林 1986
- J.R.グリーン『イギリス国民の歴史 完』篠崎書林 1987
- エドマンド・スペンサー『妖精の女王』福田昇八共訳、筑摩書房 1994、ちくま文庫 全4巻 2005